# Osmo Buller
Osmo Buller (ur. 12 listopada 1950 w Taivalkoski) – fiński esperantysta. W 2001 wybrany Esperantystą Roku.

## Życiorys
Studiował ekonomię na Uniwersytecie w Oulu. Esperantystą został w 1966 roku, a dwa lata później dołączył do UEA. W 1969 roku był asystentem podczas 54. Światowego Kongresu Esperanto w Helsinkach. Zajmował się propagowaniem esperanto w Finlandii poprzez publikację artykułów, udzielanie wywiadów i recenzowanie książek dla esperantystów. W 1989 roku przetłumaczył na esperanto książkę La finna vojo Urho Kekkonena i razem z Romanem Dobrzyńskim zrealizował film Reveno al Finnlando.
W 1996 roku został dyrektorem generalnym UEA. Zrezygnował z tej funkcji w 2001 roku w proteście przeciwko wyborowi Renato Corsettiego na prezydenta UEA. Wrócił w 2004 roku i pełnił funkcję dyrektora UEA do przejścia na emeryturę w 2016 roku. Po przejściu na emeryturę w 2017 roku został radnym w swoim rodzinnym mieście Taivalkoski.

## Nagrody i odznaczenia
- W 2001 roku został wybrany esperantystą roku[5].
- 1988 Mondpaca Esperantista Movado (MEM)[6]
- 2011 wietnamski Medal W imieniu pokoju i przyjaźni między narodami[5]